# Prudential Tower

Panorama do Prudential Tower.

Prudential Tower é um arranha-céu, actualmente é o 153º arranha-céu mais alto do mundo, com 229 metros (750 ft). Edificado na cidade de Boston, Estados Unidos, foi concluído em 1964 com 52 andares.